# Edificio Francisco Sancho
El edificio Francisco Sancho está situado en la Gran Vía Marqués del Turia número 1 chaflán con calle Russafa número 29 de la ciudad de Valencia (España). Se trata de una edificación residencial de estilo modernista valenciano construida en el año 1907.

## Edificio
Fue construido por el arquitecto valenciano Vicente Rodríguez Martín en 1907. Aunque tradicionalmente se le ha atribuido al arquitecto Demetrio Ribes o incluso al maestro de obras Francisco Almenar, lo cierto es que la única documentación existente al respecto es la licencia de obras datada el 25 de febrero de 1907 y firmada por el propio Vicente Rodríguez Martín. El edificio se finalizó en 1909.
En un claro ejemplo de la influencia de Otto Wagner y la corriente modernista vienesa Sezession en el modernismo valenciano.
Consta de planta baja y cuatro alturas. En su fachada destaca su rica ornamentación floral, típicamente modernista y el minucioso trabajo de herrería en los balcones y ventanales acabados en hierro forjado. En la cuarta altura destaca un ventanal tripartito.